# Joseph François Van den Berghe de Binckum

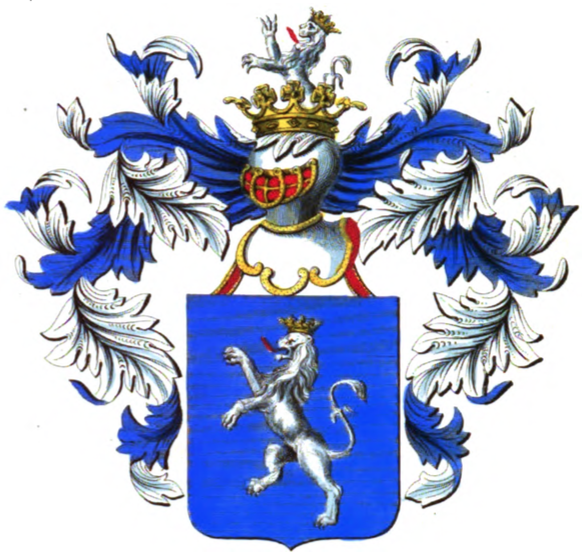
Wapen van de familie van den Berghe de Binckum

François Emmanuel Xavier Joseph Van den Berghe de Binckum (Tienen, 15 november 1804 - Elsene, 10 april 1872) was een Belgisch volksvertegenwoordiger.

## Levensloop
Hij was de enige zoon van Paul van den Berghe de Binckum (1770-1834) en van Marie-Elisabeth Waerseggers (1779-1846). De familie had in 1715 een titel van ridder van het Heilig Roomse Rijk ontvangen, die echter in de Oostenrijkse Nederlanden niet werd erkend. Paul kreeg in 1822, onder het Verenigd Koninkrijk der Nederlanden, erkenning in de erfelijke adel, met de titel van ridder, overdraagbaar op alle mannelijke afstammelingen.
Joseph trouwde met barones Ghuisline de Loën d'Enschedé (Andenne, 1805 - Elsene, 1864). Ze hadden een zoon en twee dochters. De naamdragers zijn in 1889 uitgestorven. De naam leeft echter verder, doordat Bela de Timary (1860-1928), zoon van Irmine Van den Berghe de Binckum (1834-1861) en Emeric de Timary (1821-1888), voor hem en zijn nakomelingen in 1926 vergunning kreeg om 'Van den Berghe de Binckum' aan de familienaam 'De Timary' toe te voegen.
In 1830 werd Joseph burgemeester van Lubbeek en dit tot in 1834. In 1836 werd hij verkozen tot provincieraadslid van Brabant en van 1840 tot 1848 was hij bestendig afgevaardigde. 
In 1836 verkreeg hij vergunning voor de oprichting in Tienen van een suikerfabriek, waar in 1841 een raffinaderij werd aan toegevoegd. In 1849 volgde een associatie met de firma Vinckenbosch et Cie. Dit was de basis van wat na enkele jaren uitgroeide tot de Tiense Suikerraffinaderij.
In 1848 werd hij verkozen tot liberaal volksvertegenwoordiger voor het arrondissement Leuven en vervulde dit mandaat tot in 1850. Hij ging in Brussel wonen, genietende van de opbrengst van de talrijke landbouwgronden die hij bezat in de bietenstreek rond Tienen.
Hij werd vermeld als lid van een vrijmetselaarsloge.